# Paul Trueman
Paul Trueman is een personage uit de BBC-serie EastEnders gespeeld door Gary Beadle. Hij was van 23 april 2001 tot 23 december 2004 te zien in de serie die zich afspeelt in de fictieve Londense wijk Walford. Paul begon als de bad boy van de familie Trueman en eindigde als een drugsdealer die buiten beeld werd vermoord. Beadle was niet blij met deze ontwikkeling omdat het raciale stereotypering (zwarte man die drugs verkoopt) in de hand zou werken. 

## Verhaallijn

### 2001-2002
Paul is de oudste zoon van de Trinidadiaanse pensionhoudster Audrey Trueman (Corinne Skinner-Carter); hij is grotendeels zonder vader opgegroeid en belandde al vroeg in de criminaliteit. Zijn jongere broer Anthony werd als de voorbeeldige zoon beschouwd, maar veroorzaakte op vijftienjarige leeftijd een aanrijding. Paul, die te veel gedronken had, nam de schuld op zich en zat een gevangenisstraf van achttien maanden uit zodat Anthony zijn doktersopleiding kon gaan volgen. 
Na jarenlang uit beeld te zijn verdwenen wordt Paul door Anthony naar Albert Square, Walford gehaald en neemt hij zijn intrek in het pension van Audrey, ondanks dat zij daar niet op zit te wachten. Paul raakt bevriend met nachtclubeigenaar Steve Owen (Martin Kemp) en doet mee aan de pokeravonden waarvoor hij geld afperst van Anthony. Tijdens een van die avonden komt gangsterbaas Angel Hudson (Goldie) meedoen. Al snel wordt duidelijk dat Paul schulden heeft bij Angel die hij zo snel mogelijk moet betalen, anders gebeuren er ongelukken. Paul denkt dat voor elkaar te krijgen door spullen van zijn moeder te stelen en die te verpanden, maar als hij de opbrengst vergokt is hij weer terug bij af. Gevolg is dat Angel het pension plundert en Paul tot tweemaal toe in elkaar slaat. Na de nodige chantage slaagt Anthony erin een lening af te sluiten en Angel het vereiste bedrag (dertigduizend pond) te overhandigen.
Volgens de afspraak zou Paul de Square verlaten, maar hij besluit te blijven en vlak voor het plotselinge overlijden van Audrey verklapt hij alsnog dat Anthony achter het stuur zat. Audrey blijkt het al die tijd te hebben geweten omdat ze de valse politieverklaring van haar zoons doorzag. Audrey sterft in Pauls armen zonder te kunnen bevestigen dat ze net zoveel van hem heeft gehouden als van Anthony; bij de openbaring van het testament hoort Paul dat hij de hele erfenis krijgt. Pauls vermeende vader Patrick keert terug om de verloren jaren in te halen en neemt zijn intrek in het pension. Na verloop van tijd sluiten de broers hem in het hart, al wijst een DNA-test uit dat Patrick niet de biologische vader is van Paul. Later komt Paul zijn echte vader op het spoor; Milton Hibbert (Jeffery Kissoon), een vriend van Patrick met wie Audrey een affaire had. Deze ontmoeting weegt echter niet op tegen de sterke band die Paul en Patrick hebben.
Ondertussen wordt Angel voor de rechtbank gedaagd wegens moord en gebruikt hij zijn vrouw Precious (Judi Shekoni) als vals alibi; Paul krijgt de opdracht om over Precious te waken tot aan haar getuigenis, maar laat zich door haar verleiden zonder in eerste instantie te weten dat zij met Angel is getrouwd. Pas wanneer ze een affaire hebben realiseren ze zich dat Angel het hen niet in dank zal afnemen. Ondanks dat Precious geen alibi meer wil zijn wordt wordt Angel vrijgesproken; hij gaat akkoord met een scheiding maar dreigt Precious en Paul allebei te vermoorden als hij erachter komt dat zij toch weer een verhouding hebben. Voor Precious zit er niks anders op dan het uit te maken met Paul en in haar eentje uit Walford te vertrekken.
Tot zijn grote verrassing blijkt Paul een dochter te hebben verwekt bij een zekere Amy; hij treft de baby voor zijn deur aan en noemt haar Eleanor, naar zijn stiefoma. Maar zo snel als Eleanor in het leven van Paul komt, zo snel gaat ze er ook weer uit; Amy heeft besloten dat ze haar dochter terug wil en laat haar ophalen, tot groot verdriet van Paul die net aan zijn vaderrol begon te wennen.

### 2003-2004
Samen met zijn liefdesinteresse Janine Butcher (Charlie Brooks) bedenkt Paul een plan om autoverkoper Barry Evans (Shaun Williamson) van zijn geld te beroven. Janine doet alsof ze van Barry houdt en trouwt zelfs met hem omdat ze denkt dat hij ongeneeslijk ziek is; maar als er niets mis blijkt te zijn met Barry's gezondheid biecht Janine op dat hun bruiloft niets voorstelt en duwt ze Barry regelrecht de dood in. Paul voelt zich schuldig vanwege zijn aandeel in dit schijnhuwelijk waar hij geen voorstander van was. Hij maakt het uit met Janine en begint een relatie met Barry's ex-vrouw Natalie Evans (Lucy Speed). Om van zijn schuldgevoel af te komen vertelt Paul aan Natalie en de politie dat Janine verantwoordelijk is voor de dood van Barry. Janine wordt gearresteerd maar vrijgelaten wegens gebrek aan bewijs; uit wraak licht ze Natalie in over de medeplichtigheid van Paul. Belazerd en machteloos besluit Natalie haar koffers te pakken en weg te gaan uit Albert Square. Tot Pauls grote opluchting wordt Janine gearresteerd en veroordeeld voor een andere moord, die op Laura Beale (Hannah Waterman).
Paul besluit er tussenuit te gaan en met Anthony door Europa te gaan reizen; als hij terugkeert voor de bruiloft van Patrick en Yolande Duke (Angela Wynter) laat hij zich overhalen om in Walford te blijven. Paul neemt een baan als jongerenwerker, maar valt binnen de kortste keren zelf terug in oude gewoontes; hij gaat drugs verkopen in opdracht van Andy Hunter (Michael Higgs). Wanneer Paul gearresteerd wordt graaft hij zijn eigen graf door met de politie te praten. Hij besluit er vandoor te gaan en neemt op emotionele wijze afscheid van Patrick die geen enkel vermoeden heeft van het lot dat zijn stiefzoon te wachten staat. Paul daarentegen is er zich van bewust dat de taxi waarin hij vertrekt door een huurmoordenaar wordt bestuurd en verzoekt hem de klus zo snel mogelijk te klaren. 
Pas een maand later komt Patrick erachter dat Paul is vermoord en identificeert hij het lijk; hij zweert wraak te zullen nemen op Andy, wat uiteindelijk  gebeurt wanneer de gangster door Johnny Allen (Billy Murray) wordt vermoord.